# Giro del Friuli 1980
Il Giro del Friuli 1980, settima edizione della corsa, si svolse il 25 settembre 1980 su un percorso di 187 km, con partenza da Grado e arrivo a Piancavallo. La vittoria fu appannaggio dell'italiano Claudio Corti, che completò il percorso in 4h36'00", alla media di 40,652 km/h, precedendo il connazionale Luciano Loro e il norvegese Geir Digerud.

## Ordine d'arrivo (Top 10)
| Pos. | Corridore          | Squadra            | Tempo    |
| ---- | ------------------ | ------------------ | -------- |
| 1    | Claudio Corti      | San Giacomo        | 4h36'00" |
| 2    | Luciano Loro       | Hoonved-Bottecchia | a 0'02"  |
| 3    | Geir Digerud       | Magniflex-Olmo     | a 0'32"  |
| 4    | Tommy Prim         | Bianchi-Piaggio    | a 1'36"  |
| 5    | Knut Knudsen       | Bianchi-Piaggio    | s.t.     |
| 6    | Tullio Bertacco    | San Giacomo        | a 1'38"  |
| 7    | Flavio Miozzo      | Gis Gelati         | a 1'55"  |
| 8    | Giovanni Renosto   | Magniflex-Olmo     | a 3'03"  |
| 9    | Hans-Henrik Ørsted | San Giacomo        | a 3'05"  |
| 10   | Salvatore Maccali  | Bianchi-Piaggio    | a 4'08"  |